# Irguei
Irguei (en rus: Иргей) és un poble de l'óblast d'Irkutsk, a Rússia, que en el cens del 2010 tenia 282 habitants.